# EasyNumber
EasyNumber (произнася се „ийзи нъмбър“}, съкратено от Enterprise Access SYstem Number) е система за бизнес идентификация, създадена от EasyNumber Company SA, проект между компаниите Кофас и CreditReform. Системата е по произход европейска, но има глобален обхват. Целта на проекта е да създаде универсален единен корпоративен номер, съставен от 19 цифри, благодарение на който всяка фирма ще може да бъде регистрирана на международно ниво. Той ще бъде достъпен за всяка фирма или организация, частна или държавна, работеща на национално или международно ниво.
Системата EasyNumber се съотнася с множество източници на национални идентификационни номера, като например ЕИК за България.

## Структура
19-цифреният идентификатор EasyNumber се базира на следния принцип на образуване:
- Първите 14 цифри определят фирмата (12 цифри + 2 цифри, които служат за контролен ключ).
- Последните 5 цифри дефинират типа фирма (филиал, подизпълнител, фирма-майка).

## Признание
Официално лансиран през месец юни 2007, EasyNumber е признат от BIIA, както и от FECMA. Той удовлетворява очакванията изразени през 2009 от Европейската комисия.
През 2007 година, 25 милиона фирми за били регистрирани, 50 милиона през 2008. През септември 2010, общия брой на регистрираните фирми в базата данни на EasyNumber е бил 66 милиона .